# Назаренко, Герасим Игоревич
Назаренко Герасим Игоревич (род. 29 июня 1953 года, Ленинград) — Директор Медицинского центра Центрального банка Российской Федерации, доктор медицинских наук, профессор, академик РАН, заслуженный деятель науки Российской Федерации (1997).

## Биография
Родился 29 июня 1953 года в Ленинграде в семье служащих. В 1976 году окончил Военно-медицинскую академию им. С. М. Кирова по специальности «хирургия», в 1979 году Военно-инженерную академию им. А. Ф. Можайского по специальности «инженер по электронике». С 1976 года работал врачом воинской части в г. Ленинск Кзыл-Ордынской области, с 1981 года — врачом-хирургом приёмного покоя, затем старшим научным сотрудником Ленинградского НИИ скорой помощи им. И. И. Джанелидзе МЗ РФ.
С 1986 по 1994 гг. был руководителем лаборатории прогнозирования исходов и сроков лечения травм опорно-двигательного аппарата, руководителем отдела по медицинской защите населения в чрезвычайных ситуациях и заместителем директора Центрального НИИ травматологии и ортопедии им. Н. Н. Приорова МЗ РФ. С 1994 года — директор Медицинского центра Центрального банка Российской Федерации.
С 2012 года — заведующий лабораторией «Информационные технологии в клинической медицине» Института системного анализа РАН.
Кандидат медицинских наук (1979), доктор медицинских наук (1987), профессор (1991), член-корреспондент РАН (2003), действительный член РАН (2008) — Отделение нанотехнологий и информационных технологий.
Член редколлегии журнала «Вестник травматологии и ортопедии имени Н. Н. Приорова», член Президиума Всемирной ассоциации по изучению ран.
В течение ряда лет являлся Председателем Проблемной комиссии союзного значения № 2 (Травмы военного времени) ВПК СССР.
Сын Антон (род. 1976) — директор ФГБУ «Национальный медицинский исследовательский центр травматологии и ортопедии им. Н.Н. Приорова», профессор РАН.

## Научная деятельность
Специалист в области информационных технологий в медицине, клинического прогнозирования, медицинских интеллектуальных систем и медицинской метрологии, хирургии повреждений и медицины катастроф.
Сфера научной деятельности:
- квалиметрия травм, травматическая болезнь, оценка тяжести различных видов шока,
- медицинское обеспечение населения в чрезвычайных ситуациях,
- прогнозирование при критических состояниях, разработка концепции динамического прогнозирования,
- навигационные технологии в хирургии позвоночника и интервенционная вертебрология
- разработка теории медицинских технологических процессов,
- формализация синтеза медицинских технологических процессов с различной маршрутизацией,
- разработка алгоритмов извлечения описаний лечебно-диагностических процессов и построения общих описаний классов медицинских технологических процессов,
- применение средств искусственного интеллекта для моделирования медицинских технологических процессов,
- разработка основополагающих принципов построения информационных технологий для клинической медицины,
- управление качеством и безопасностью медицинской помощи,
- управление ЛПУ средствами реализации инновационных проектов.

В области травматологии и медицины катастроф Г. И. Назаренко разработал новую хирургическую тактику при травмах, проведение сортировочных мероприятий при массовом поступлении пострадавших с политравмой и шоком. Им разработаны подходы к оценке тяжести состояния пострадавших с тяжёлыми механическими повреждениями и к прогнозированию характера течения и исходов травматической болезни, рассмотрены пути практического использования прогнозирования в повседневной клинической практике и при чрезвычайных ситуациях. Впервые в мире были предложены и реализованы в хирургии повреждений идеи динамического прогнозирования, «консилиума моделей» и «спора алгоритмов». На этой основе был создан класс комбинаторных алгоритмов, позволивших делать межгоспитальные прогнозы, не зависящие от лечебно-тактической ситуации. Разработанные подходы были успешно реализованы в практике лечения ожоговой болезни, травматологии, онкологии, нейрохирургии, пульмонологии, реаниматологии, кардиологии, молекулярно-клеточной биологии и др.
Разработал принципы новой научной дисциплины — медицинской метрологии и применил их для квалиметрии травм — нового научного направления, посвящённого количественной оценке тяжести повреждений и качества оказываемой медицинской помощи, в том числе детям.
В области медицинских информационных систем (МИС) и управления лечебно-диагностическим процессом разработаны архитектура и методы построения больших интегрированных МИС, методы контроля за этапами лечебно-диагностического процесса средствами информационных систем, сформулированы основные принципы медицинской технологии, организационные уровни и структура медицинского технологического процесса, формализованы методы контроля и управления клиническим процессом на основе индикаторов качества медицинской помощи.
В области моделирования лечебно-диагностических процессов предложены методы анализа рабочих последовательностей и извлечения из них описаний лечебно-диагностических процессов, разработаны методы и алгоритмы синтеза описаний классов рабочих последовательностей на основе прецедентной информации.
Является автором более 400 научных публикаций.

## Награды
- Орден «За заслуги перед Отечеством» III степени (5 февраля 2024 года) — за большой вклад в развитие отечественной науки, многолетнюю плодотворную деятельность и в связи с 300-летием со дня основания Российской академии наук[8]
- Орден «За заслуги перед Отечеством» IV степени (3 июня 2006 года) — за большой вклад в развитие здравоохранения, медицинской науки и многолетнюю добросовестную работу [9]
- Орден Александра Невского (2 сентября 2013 года) — за достигнутые трудовые успехи, активную общественную деятельность и многолетнюю добросовестную работу [10]
- Орден Почёта (19 февраля 2002 года) — за достигнутые трудовые успехи, многолетнюю добросовестную работу и укрепление дружбы и сотрудничества между народами [11]
- Орден Дружбы (22 июня 2010 года) — за достигнутые трудовые успехи и многолетнюю добросовестную работу[12]
- Медаль Жукова[13]
- Заслуженный деятель науки Российской Федерации (12 марта 1997 года) — за заслуги в научной деятельности[14]
- Благодарность Президента Российской Федерации (28 июля 2003 года) — за заслуги в развитии медицинской науки и здравоохранения[15]
- Благодарность Президента Российской Федерации (18 сентября 2008 года) — за заслуги в области здравоохранения и многолетнюю добросовестную работу[16]
- Орден святого благоверного князя Даниила Московского (2006)
- Медаль «За заслуги перед отечественным здравоохранением» (2003)
- Золотая медаль Всемирной ассоциации по изучению ран

## Список основных монографий
1. Селезнёв С. А., Назаренко Г. И. Зайцев В. С. Клинические аспекты микрогемоциркуляции. — Л.: Медицина, 1985. — 208 с.
2. Гальцева И. В., Гикавый В. И., Жижин В. Н., Назаренко Г. И. и др. Травматический шок: Оценка тяжести, прогнозирование исходов /Под ред. С. А. Селезнёва. — Кишинёв: Штиинца, 1986.- 175 с.
3. Селезнёв С. А., Назаренко Г. И., Гринёв М. В. Лечение пострадавших с травмами на этапах медицинской эвакуации. — Кишинёв: Штиинца, 1990.- 197 с.
4. Особенности патологии поражения, диагностики и оказания экстренной медицинской помощи населению при стихийных бедствиях и других катастрофах: (Частн. вопр. медицины катастроф) /Под ред. Г. А. Рябова. — М.: Медитас, 1993. — 252 с.
5. Брюсов П. Г., Назаренко Г. И., Жижин В. Н. Прогнозирование в медицине катастроф. — Томск: Изд-во Том. ун-та, 1995. — 239 с.
6. Медицина катастроф: Учеб. пособие /Под ред. проф. В. М. Рябочкина и проф. Г. И. Назаренко — М.: ИНИ, 1996. — 272 с.
7. Герасимова Л. И., Жижин В. Н., Назаренко Г. И. и др. Термические и радиационные ожоги: Система информационной поддержки действий по диагностике и лечению /Под ред. Г. И. Назаренко. — М.: Медицина, 1996. — 248 с.
8. Травматология и ортопедия: В 3 т.- М., 1997. — Т.1 Гл.11: Назаренко Г. И. Травматическая болезнь.- С.217-252.
9. Назаренко Г. И., Кишкун А. А. Клиническая оценка результатов лабораторных исследований. — М.: Медицина, 2000. — 540 с.
10. Назаренко Г. И., Полубенцева Е. И. Управление качеством медицинской помощи. — М.: Медицина, 2000. — 367 с.
11. Организация и оказание медицинской помощи населению в чрезвычайных ситуациях /Под ред. Е. Г. Жиляева, Г. И. Назаренко. — М.: Изд-во воен. и воен.-техн. лит. на иностр. яз., 2001. — 320 с.
12. Назаренко Г. И., Кишкун А. А. Управление качеством лабораторных исследований. — М.: Медицина, 2001. — 358 с.
13. Назаренко Г. И., Кишкун А. А. Клиническая оценка результатов лабораторных исследований. — 2-е изд. — М.: Медицина, 2002. — 540 с.
14. Назаренко Г. И., Кишкун А. А. Лабораторные методы диагностики неотложных состояний. — М.: Медицина, 2002. — 568 с.
15. Назаренко Г. И., Сугурова И. Ю., Глянцев С. П. Рана. Повязка. Больной: Руководство для врачей и медсестёр. — М.: Медицина, 2002. — 369 с. (Книга награждена Золотой медалью Всемирной ассоциации по изучению ран)
16. Назаренко Г. И., Кишкун А. А. Управление качеством лабораторных исследований. — 2-е. изд. — М.: Медицина, 2002. — 358 с.
17. Назаренко Г. И., Хитрова А. Н., Краснова Т. В. Допплерографические исследования в уронефрологии: Руководство. — М.: Медицина, 2002. — 150 с.
18. Назаренко Г. И., Михеев А. Е. Больничные информационные системы: разработка, внедрение, эксплуатация. — М.: Медицина XXI, 2003. — 319 с.
19. Назаренко Г. И., Осипов Г. С. Медицинские информационные системы и искусственный интеллект. — М.: Медицина XXI, 2003. — 234 с.
20. Назаренко Г. И., Полубенцева Е. И. Качество медицинской помощи: Управление, измерение, безопасность, информация. — М.: Медицина XXI, 2004. — 431 с.
21. Назаренко Г. И., Полубенцева Е. И. Планы ведения больных: Технологические карты по основным заболеваниям. — М.: Медицина XXI, 2004. — 133 с.
22. Назаренко Г. И., Епифанов В. А., Героева И. Б. Коксартроз: Восстановительное лечение и послеоперационная реабилитация.- 2005. — 143 с.
23. Назаренко Г. И., Гулиев Я. И., Ермаков Д. Е. Медицинские информационные системы: теория и практика /Под ред. Г. И. Назаренко, Г. С. Осипова. — М.: Физматлит, 2005. — 319 с.
24. Назаренко Г. И., Осипов Г. С.[17] Основы теории медицинских технологических процессов. Ч. 1. М.: Физматлит, 2005. — 143 с.
25. Назаренко Г. И., Осипов Г. С. Основы теории медицинских технологических процессов. Ч. 2: Исследование медицинских технологических процессов на основе интеллектуального анализа данных. М.: Физматлит, 2006. — 143 с.
26. Термические и радиационные ожоги: Руководство для врачей /Под ред. Л. И. Герасимовой, Г. И. Назаренко. — 2-е изд., перераб. и доп.- М.: Медицина, 2005. — 384 с.
27. Назаренко Г. И., Героева И. Б., Черкашов А. М., Рухманов А. А. Вертеброгенная боль в пояснице. Технология диагностики и лечения. — М.: Медицина, 2008.- 456 с.
28. Назаренко Г. И., Чен В. Ш., Джан Л., Хитрова А. Н. Ультразвуковая аблация — HIFU высокотехнологичная органосохраняющая альтернатива хирургического лечения опухолей. — М., 2008. — 86 с.
29. Интервенционная медицина: руководство для врачей /Под ред. Г. И. Назаренко. — М.: Медицина, 2012. — 808 с. (лауреат конкурса «Лучшие книги года» Ассоциации книгоиздателей в номинации «Лучшие издания по естественным наукам, технике и медицине»)
30. Елфимова Е. В. Релаксационная дыхательная гимнастика: методические рекомендации для пациентов/Под ред. Г. И. Назаренко. — М.: ЦБ РФ, Медицинский центр, 2012. — 30 с.
31. Назаренко Г. И., Хитрова А. Н. Ультразвуковая диагностика предстательной железы в современной урологической практике. — М.: Изд. дом Видар-М, 2012. — 288 с.